# Cut-through
Cut-through – sposób przekazywania informacji w sieciach komputerowych przez węzeł pośredniczący. W trybie cut-through przełącznik zaczyna przesyłać ramkę dalej przed otrzymaniem jej w całości, zwykle zaraz po przeczytaniu adresu docelowego.
Ten tryb, w porównaniu do trybu Store and forward, zmniejsza opóźnienie wprowadzane przez przełącznik kosztem zwiększenie możliwości rozsyłania niepoprawnych ramek, ponieważ nie są wykrywane ramki z błędnymi sumami kontrolnymi CRC. 
Wykorzystanie trybu cut-through jest możliwe tylko, gdy interfejs wyjściowy przełącznika ma co najmniej taką przepustowość jak interfejs wejściowy.